# Mány
Mány é um município da Hungria, situado no condado de Fejér. Tem 44,72 km² de área e sua população em 2015 foi estimada em 2.440 habitantes.